# Joseph Remouchamps
Pierre Joseph Edouard Maurice Remouchamps (Luik, 24 oktober 1877 - 26 januari 1939) was een Belgisch senator.

## Levensloop
Hij was een zoon van Édouard Remouchamps, de auteur van het Waalse Tâti l’Pêriquî, en werd dankzij hem een groot liefhebber van literatuur in het Waalse dialect. Zijn actieve belangstelling kwam tot uiting door zijn medewerking aan de Société de Littérature wallonne, en aan de Dictionnaire liégeois van Jean Haust (1933). Voor dit woordenboek tekende hij 735 illustraties.
Na gepromoveerd te zijn tot doctor in de rechten (1901) aan de Universiteit van Luik, was hij tot in 1911 advocaat aan de balie van Luik. Van toen af wijdde hij zich volledig aan de Waalse Beweging. In 1912 was hij medestichter van de Assemblée wallonne, waarvan hij in 1919 secretaris-generaal werd, in opvolging van Jules Destrée.
In december 1918 publiceerden de vijftien leden van de Luikse groep van de Assemblée wallonne, onder wie Remouchamps, een manifest dat de Waalse grieven opsomde. Ze waren woedend dat, nog voor heel Wallonië bevrijd was, het parlement al bijeenkomsten had gehouden en al een regering was gevormd. Op twaalf leden van de nieuwe regering waren er geen drie Walen, en geen enkele echte wallingant. De groep verzette zich alvast tegen de aangekondigde vernederlandsing van de Gentse universiteit en tegen de vooropgestelde algemene tweetaligheid.
Vanaf 1919 werd Remouchamps een spilfiguur in de Waalse Beweging en hij deed allerhande voorstellen om de gelijkheid tussen Vlamingen en Walen te verzekeren. Zo stelde hij onder meer voor de parlementaire meerderheid in elke taalgroep te eisen bij het aannemen van wetsontwerpen.
In 1921 werd hij liberaal senator voor het arrondissement Luik en vervulde dit mandaat tot in 1925.
Naast wallingant, was hij ook een Belgische unitarist, die de Franstaligen in Vlaanderen wilde ondersteunen en het Frans in Vlaanderen ook als de verenigende cultuurtaal wilde promoveren. Dit idee stond echter dat van het federalisme in de weg en bracht onenigheid mee in de rangen van de Assemblée wallonne. Dit bracht in 1923 het ontslag mee van federalisten zoals Jules Destrée, Auguste Buisseret, Émile Jennissen en Jean Roger.
In Défense wallonne, het tijdschrift van de Assemblée wallonne, schreef hij talrijke artikels die aanklaagden dat Wallonië politiek en economisch ondergeschikt werd aan Vlaanderen.
Naast de Assemblée wallonne bleef hij actief voor de studie en bescherming van het Waalse volksleven en van het Waalse dialect. Dit kwam voornamelijk tot uiting door de stichting ven een Musée de la Vie wallonne in Luik. Het idee hiervoor ontstond in 1891, maar het was pas in 1912 dat Remouchamps aan de concrete uitvoering begon. Het doel was om in dit museum een zo getrouw mogelijke weergave te presenteren van het volksleven in Wallonië. Hij bleef er tot op het einde van zijn leven de directeur en gangmaker van, en was degene die instond voor het uitbreiden van de verzameling.
Hij maakte ook een systematische kaart van Wallonië, waarbij hij heel wat belangstelling betoonde voor de taalgrens.

## Publicaties
- Une réforme parlementaire. Le Vote bilatéral et le bilatéralisme. Essai d’organisation de l’Unité nationale par l’équilibre des partis et l’égalité des races (1919).
- La question des langues en Belgique et l'autonomie communale, Brussel, 1920.
- Pour la Wallonie. Discours prononcés au Sénat les7 avril et 3 mai contre la flamandisation administrative, Elsene, 1921.
- Comment Bruxelles, malgré quarante ans de flamingantisme, est devenu une fille française, Brussel, 1924.
- La frontière linguistique entre 1806 et 1815, Brussel, 1925.
- Carte systématique de la Wallonie, précédée d'une note sur la frontière linguistique (...), Brussel, 1935.
- La francisation des arrondissements de Bruxelles, Arlon et Verviers au cours d'un demi-siècle, Brussel-Luik, 1936.
- L'Assemblée Wallonne 1912-1937. Vingt-cinq années de lutte contre l'hégémonie flamande et la contrainte linguistique, Brussel, 1939.